# Piabuna pallida
Piabuna pallida är en spindelart som beskrevs av Chamberlin och Ivie 1935. Piabuna pallida ingår i släktet Piabuna och familjen flinkspindlar. Inga underarter finns listade i Catalogue of Life.